# Lord's Cove
Lord's Cove is een gemeente (town) in de Canadese provincie Newfoundland en Labrador.

## Geografie
Lord's Cove ligt in het zuiden van het schiereiland Burin, aan de zuidkust van het eiland Newfoundland. De gemeente ligt ten oosten van Point au Gaul en ten westen van Lawn.

## Geschiedenis
In 1966 werd het dorp een gemeente met de status van local government community (LGC). In 1980 werden LGC's op basis van The Municipalities Act als bestuursvorm afgeschaft. De gemeente werd daarop automatisch een community om een aantal jaren later uiteindelijk een town te worden.
In 2012 liet de provinciale overheid een haalbaarheidsonderzoek voeren naar de eventuele creatie van een fusiegemeente bestaande uit Lord's Cove, Point au Gaul, Lamaline en Point May. De fusie vond echter nooit plaats en Lord's Cove bleef gewoon als zelfstandige gemeente voortbestaan.

## Demografie
Demografisch gezien is Lord's Cove, net zoals de meeste kleine dorpen op Newfoundland, aan het krimpen. Tussen 1976 en 2021 daalde de bevolkingsomvang van 409 naar 155. Dat komt neer op een daling van 254 inwoners (-62,1%) in 45 jaar tijd.
| Demografische ontwikkeling van Lord's Cove tussen 1951 en 2021             |
| -------------------------------------------------------------------------- |
|                                                                            |
| Bron: Statistics Canada (1951–1986, 1991–1996, 2001–2006, 2011–2016, 2021) |